# Ноа-Сабатинівська-Кослодженьська культурна спільність
Ноа-Сабатинівська-Кослодженьська культурна спільність — культурний блок пізньої епохи бронзи (XVI—XIII ст. до н. е.), що існував на території сучасної України, Молдови, Болгарії та Румунії на основі трьох тісно пов'язаних археологічних культур: Ноа, Сабатинівської та Кослоджень.
Інші назва — культурна спільність Ноуа–Сабатинівка–Косложень (НСК).
Період пізньої бронзи на теренах сучасної України розглядається дослідниками як історія взаємодії трьох великих культурних спільностей: Зрубної у степовому та лісостеповому Лівобережжі, Тшинецько-комарівської у Поліссі та лісостеповому Правобережжі, Ноа-Сабатинівська-Кослодженьської у степовому Правобережжі та Північно-Західному Приазов'ї.
Під кінець існування спільності НСК дослідники відмічають процес проникнення із заходу елементів культур раннього фракійського (карпато-дунайського) гальштату.

## Історія дослідження
Як культурну спільність НСК румунські археологи почали розглядати ще в 1970-х, але в Радянському союзі сабатинівську культуру вивчали лише як етап розвитку Зрубної культурно-історичної спільності і тільки дослідження Якова Гершковича (1999) підтвердили висновки румунських істориків.

## Знаряддя праці. Господарська діяльність
Культурна спільність поєднувала елементи євразійського та карпато-балканського походження, що можна побачити на поширенні типової форми глиняного посуду з ручками та стилі орнаментів на посуді. Також типовими є бронзові вироби (сокири-кельти, кинджали, серпи, голки, посудини, прикраси, долото з втулкою). Слід також зазначити, що для поселень та поховань комплексу Ноа–Сабатинівка–Кослоджень бронзові вироби є досить рідкісними знахідками.
Основні заняття населення цих культур — землеробство і скотарство.

### Галерея

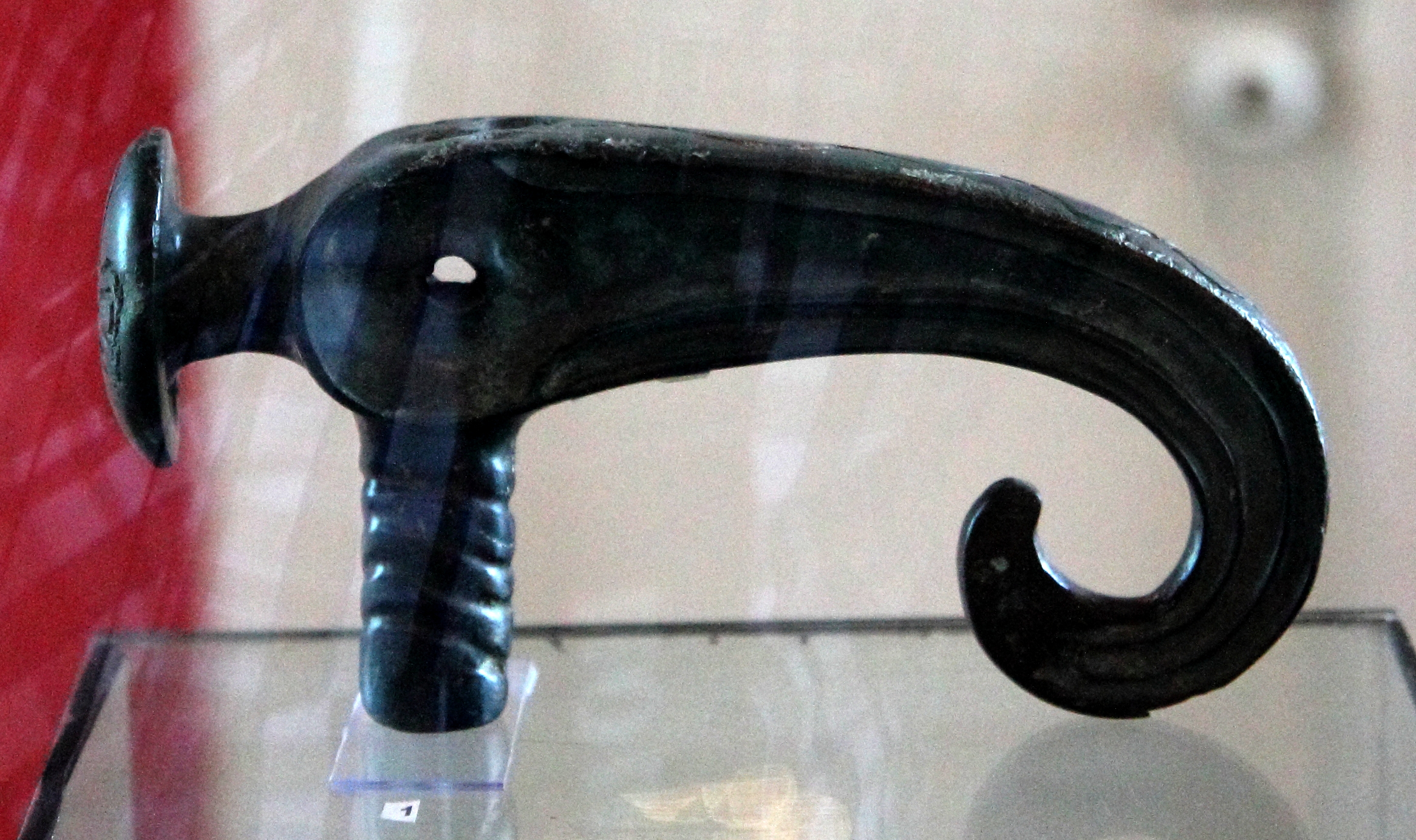
Ноа–Сабатинівка–Кослогень бронзовий скіпетр, Молдова
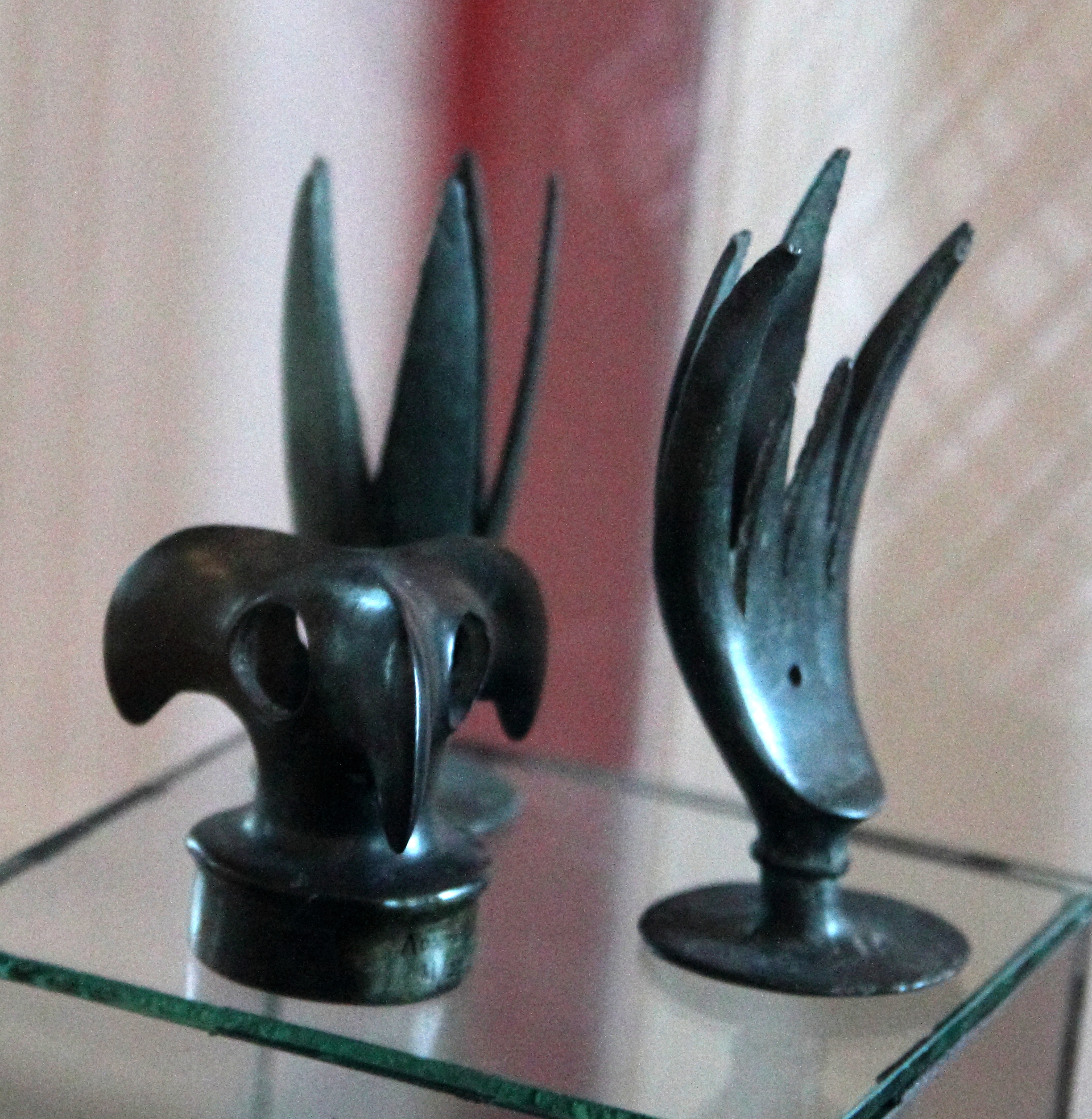
Ноа–Сабатинівка–Кослогень бронзові артефакти, Молдова
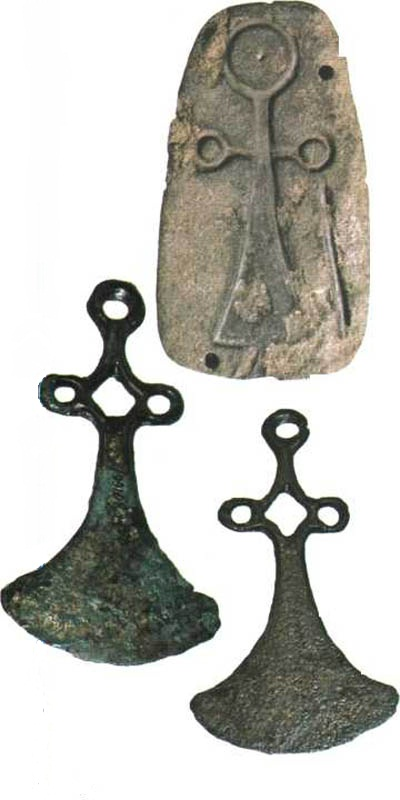
Бронзові артефакти та ливарна форма, Україна

## Міжнародна торгівля
У 1973 на території села Крижовлин (Україна) була знайдена золота чаша епохи бронзи (сер. II тис. до н. е.). Подібні чаші також були знайдені в селі Редень (Румунія) та селі Вилчитрин (Болгарія). Науковці вважають, що ці чаші були виготовлені в Ахейській Греції і є прикладом далеких торгівельних зв'язків Ноа-Сабатинівсько-Кослодженьської культурної спільноти зі стародавніми Мікенами.
Іншим показником торгових і культурних зв'язків з південним заходом є поширення горщиків-піфосів з багатоваликовим орнаментом, які схожі на ті, що побутували в Мікенській Греції.

## Генетика
Культура Ноа та Сабатинівська культура мають генетично схоже походження. У них переважають чоловіча гаплогрупа R1a, з жіночих гаплогруп були присутні J1, U8a1a1, U2e1b.

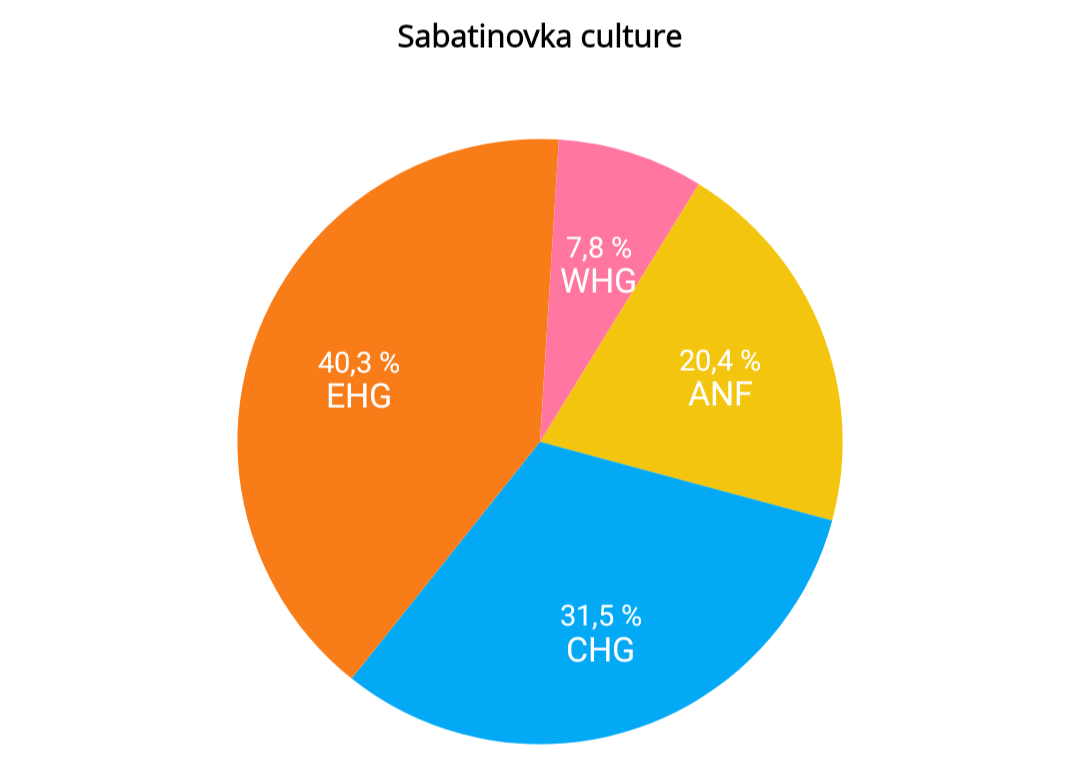
Аутосомна ДНК Сабатинівської культури
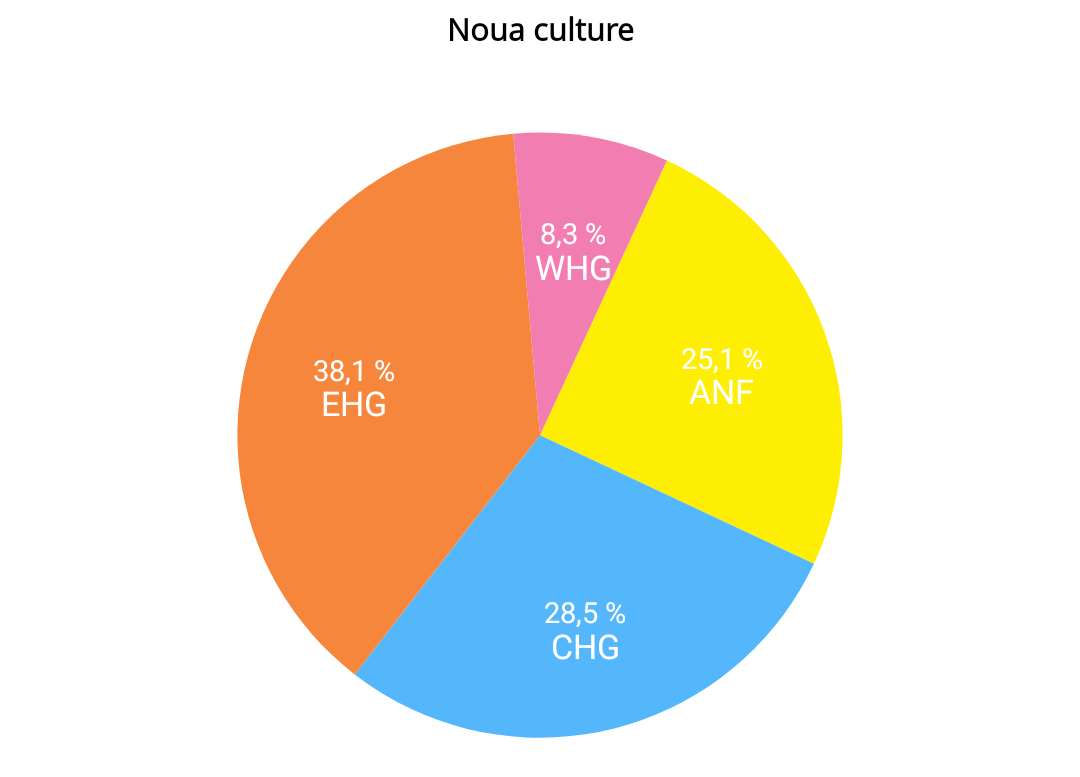
Аутосомна ДНК Культури Ноа

### Статті
- Nikolaus Boroffka. The Oxford Handbook of the European Bronze Age = Chapter 47: Romania, Moldova, and Bulgaria. In Anthony Harding, Harry Fokkens (eds.). — Oxford University Press, 2013. — С. 877-897. — ISBN 978-0-19-957286-1. (англ.)
- Тудор Сорочяну, Еуджен Сава. Некоторые заметки об изготовлении, типологии и распространении в позднем бронзовом — раннем железном веках металлических сосудов между Карпатами, Северным Кавказом и Уралом. — Berlin, 2020. — С. 527-548. (нім.), (рос.)
- Еуджен Сава, Николаус Бороффка. Новые находки бронзовых предметов эпохи поздней бронзы в Пруто-Днестровском междуречье // Revista Arheologică. — Chișinău, 2013. — С. 166-187. (нім.), (рос.)
- Кіосак Д.В., Секерська О.П. Нові дані до хронології стратифікованого поселення Сабатинівка I. — Εμινακο., 2021. — Т. 1. — С. 67-81.

### Книги
- Дмитро Куштан. Південь Лісостепового Подніпров’я за доби пізньої бронзи. — Археологічний альманах, № 29. — 2013. — С. 232.